# Orgilus modicus
Orgilus modicus är en stekelart som beskrevs av Muesebeck 1970. Orgilus modicus ingår i släktet Orgilus och familjen bracksteklar. Inga underarter finns listade i Catalogue of Life.